# Lagunaseca
Lagunaseca é um município da Espanha, na província de Cuenca, comunidade autônoma de Castela-Mancha. Tem 34,77 km² de área e em 2021 tinha 55 habitantes (densidade: 1,6 hab./km²). Limita com os municípios de Cuenca, Beteta, Masegosa e Santa María del Val.